# Havasrogoz
Havasrogoz (románul Rogojel) falu Romániában Kolozs megyében (románul: Județul Cluj).

## Nevének említése
1839-ben, 1857-ben, 1863-1880-ig Rogosel, Rogosd alpestris, Rogozel 1850-ben, 1890-ben, 1900-ban Rogozsel, Rogosielu, 1930-ban és 1941-ben Rogojelu néven említik.

## Lakossága
1850-ben 375 román lakosa volt. 1900-ban az 1079 főre duzzadt településen 7 magyar élt, akik zsidó vallásúak voltak, tehát magukat magyarnak valló zsidó származásúak. 1992-ben 870 főt számoltak a településen.
1850-ben a 367 fő ortodox és 8 görögkatolikus élt. 1992-ben 863 ortodox, 1 római katolikus, 5 pünkösdista és 1 adventista hívő maradt a faluban.

## Története
A falu a trianoni békeszerződésig Kolozs vármegye Bánffyhunyadi járásához tartozott.